# Цвркут бијеснила
Цвркут бијеснила је тинејџерски (анти)музички пројекат групе младих аутора снимљен у студију Радио Прњавор у Републици Српској, Босни и Херцеговини током августа 1995. године. Идејни творац пројекта и кованице Цвркут бијеснила (друга реч је намерно неправилна да би се продуженим изговором подцртала снага тихе нагомилане младалачке агресије услед ратне изолованости у том контрадикторном споју две речи) је текстописац и бубњар Александар Пејаковић Пејо (1978—2007) који је у то време радио као сниматељ. Комплетан пројекат, сниман током четири ноћи без иједног понављања, одликују банални и апсурдни текстови писани минутима пре самог снимања као и површно осмишљена и изведена музика такође настала на исти начин. Иако су настале у ратно време, нумере Цвркута бијеснила не говоре о рату, већ о темама као што су љубав, технолошки напредак, контрастна релација село—град, као и о локалним досеткама и анегдотама. Од укупно 26 нумера у трајању од 61 минут издвајају се песме Свирај крај, Хтио сам написати пјесму и Ди Цурбриген, која је својевремено била локални хит а настала је према тадашњој анегдоти у којој професорка немачког језика у средњој школи на крају године жели да оцени лошег ученика под условом да бар нешто изусти на немачком. Комплетан пројекат, чији су сниматељи били Милан Марић и Александар Пејаковић, објављен је на Јутјубу 2017. године.

## Чланови
- Александар Пејаковић — Пејо (глас, гитара, бубњеви, писаћа машина)
- Ненад Игњатић — Нешица (глас, гитара, бас гитара, флаша, тањирићи)
- Бојан Љубомир — Бо (глас, гитара, телефон)
- Либор Бочек — Симовски (гитара, виолина)
- Бојан Вељковић — др Хаши Стаменкович (глас)
- Милан Марић — Чупо (глас)